# God nat - går verden i stå når jeg sover?
God nat - går verden i stå når jeg sover? er en dansk børnefilm fra 1991 med instruktion og manuskript af Svend Johansen.

## Handling
Hvad der sker om natten i en storby, mens børnene sover? I en eventyrramme - en pengeseddel skifter hænder - præsenteres alle de voksne, som arbejder, når andre sover. Der er bageren, brandmanden, hospitalspersonalet, typografen, vægteren og mange andre, der holder hjulene i gang, når natten er faldet på.